# Mas Galceran (Flaçà)
El Mas Galceran és una masia de Flaçà (Gironès) inclosa a l'Inventari del Patrimoni Arquitectònic de Catalunya.

## Descripció
És una masia tradicional catalana de planta irregular. La coberta és de teula a diferents vessants amb ràfec format per una filera de teula girada. Els murs són de pedra desbastada i cadenat en els angles. A la façana principal hi ha dues portes d'accés, una amb arc de mig punt adovellada i amb un escut esculpit a la dovella central, i una altra, també adovellada però amb un monòlit com a llinda.
Com a elements defensius, la masia conserva diferents espitlleres en totes les façanes. També, a la façana nord del mas, hi ha una torre de defensa adossada a la masia, de planta rectangular, on encara es conserven també algunes espitlleres. A l'oest de la masia es conserva un pou emmerletat i construït amb pedra desbastada. És probable que sigui un dels vestigis més antics del conjunt.

## Història
Inicialment aquest mas formava part d'una sola propietat. Posteriorment l'edifici es va anar compartimentant en quatre estatges independents (can Ferran, can Feliu, can Pla, can Llach), fet que va ocasionar algunes modificacions i annexions al llarg del temps, perdent així l'estructura original.